# Victor Gaskin

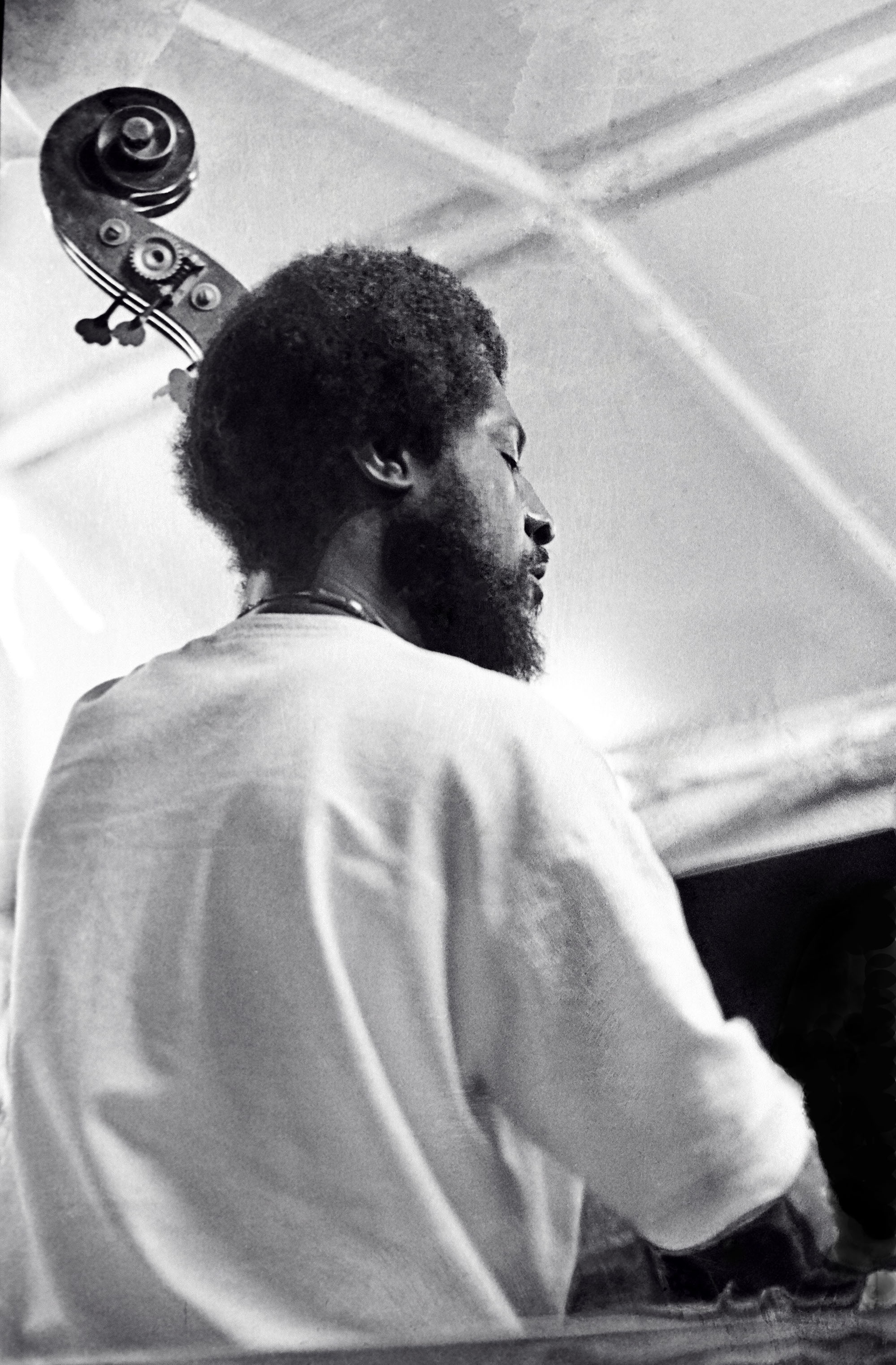
Victor Gaskin tijdens een concert in Rochester, 1977

Roderick Victor Gaskin (New York, 23 november, 1934) is een Amerikaanse jazzbassist.
Gaskin kreeg gitaar- en pianoles van zijn vader, later studeerde hij aan de New York School of Music. In 1962 ging Gaskin naar Los Angeles, waar hij speelde bij Paul Horn en Red Mitchell. Hij was bassist bij de Jazz Crusaders en werkte met onder meer Gerald Wilson en Monty Alexander. Hij nam op met Curtis Amy en Dupree Bolton en maakte deel uit van de West Coast-scene, waar hij Buddy Collette, Shelly Manne en Bud Shank begeleidde. In de periode 1966-1970 speelde hij in groepen van Cannonball Adderley (hij is onder andere te horen op diens liveplaat 'Mercy, Mercy, Mercy'). In 1970 speelde hij bas tijdens plaatopnames van bandleider Duke Ellington, in diens octet, kwintet, kwartet en trio-opnames. Ook had hij werk bij bijvoorbeeld Thelonious Monk. Eind jaren zeventig werd hij bassist bij Billy Taylor, wat hij was tot 1993. Ook begeleidde hij Johnny Hartman en Hank Jones. Gaskin is verder te horen op plaatopnames van onder meer Attila Zoller en Clark Terry.
- Bibliothèque nationale de France: cb139220888 (data)
- Gemeinsame Normdatei: 134382013
- International Standard Name Identifier: 0000 0003 8197 6672
- Library of Congress Control Number: n96018135
- MusicBrainz: 629d3f7d-f586-45e8-9c12-756ab8102c69
- SNAC: w62r6545
- Virtual International Authority File: 263382047
- WorldCat: E39PBJwMGm4vpV9dW7dtqxYkjC